# Aurora Perrineau
Pour les articles homonymes, voir Perrineau.
Aurora Perrineau (née le 23 septembre 1994 à Los Angeles) est une actrice et modèle américaine. Elle est surtout connue pour son rôle de Shana Elmsford dans Jem et les Hologrammes sorti en 2015, l'adaptation cinématographique de la série télévisée d'animation des années 1980 éponyme.

## Biographie

### Carrière
Aurora Perrineau travaille comme mannequin dès l'âge de 16 ans pour l'agence Click Model Management, Inc.
Elle obtient son premier rôle dans la série télévisée américaine Pretty Little Liars où elle apparaît dans l'épisode de la saison 2 Dans la remise diffusé en 2011.
En 2012, elle joue dans le film catastrophe Air Collision Apocalypse qui sort directement en vidéo. On la retrouve en 2014 dans un épisode de la série télévisée Newsreaders et en 2015 dans Chasing Life dans le rôle récurrent de Margo.
En juillet 2014, elle est choisie pour le film Equals du réalisateur Drake Doremus. Le film est présenté en première mondiale au Festival international du film de Toronto le 5 septembre 2015.
Aurora Perrineau décroche le rôle de Shana dans le film Jem et les Hologrammes basé sur le dessin animé à succès des années 1980. Sorti le 23 octobre 2015, il fait un flop au box-office, ne rapportant que 1,4 million de dollars lors de son week-end de sortie.
Aurora Perrineau joue ensuite un petit rôle dans le film de science-fiction Passengers, sorti le 21 décembre 2016.
En 2018, elle joue le rôle de Giselle Hammond dans le film d'horreur de la maison de production Blumhouse, Action ou Vérité.
À partir de 2019, elle enchaîne les rôles sur le petit écran: elle fait partie de la distribution de la mini série Dans leur regard puis interprète Dani Powell, l'un des rôles principaux de Prodigal Son pendant les deux saisons que compte cette série télévisée, jusqu'en 2021.
En 2022, elle rejoint le casting de Westworld dans le rôle de « C » un personnage récurrent de la quatrième saison.

### Vie privée

#### Famille
Aurora Robinson Perrineau est la fille de l'acteur Harold Perrineau et du mannequin Brittany Perrineau (née Robinson). Elle a deux sœurs, Wynter Aria (née en 2008) et Holiday Grace (née en 2013).

## Filmographie
Sauf indication contraire, les informations mentionnées dans cette section peuvent être confirmées par les bases de données cinématographiques IMDb et Allociné,  présentes dans la section « Liens externes ».

### Cinéma

#### Longs métrages
- 2012 : Air Collision Apocalypse (Air Collision) de Liz Adams : Radhika Darshan (Direct-to-video)
- 2015 : A House Is Not a Home de Christopher Ray : Ashley Williams
- 2015 : Equals de Drake Doremus : Iris
- 2015 : Jem et les Hologrammes (Jem and The Holograms) de Jon Chu : Shana Elmsford
- 2015 : Freaks of Nature de Robbie Pickering : Vampiresse
- 2016 : Passengers de Morten Tyldum : Celeste
- 2018 : Action ou Vérité (Truth or Dare) de Jeff Wadlow : Giselle Hammond
- 2018 : Boo! de Luke Jaden : Morgan
- 2018 : Virginia Minnesota de Daniel Stine : Addison
- 2021 : Rhino de Scott Coffey : Roxy

#### Courts métrages
- 2017 : At Night de Giovanni M. Porta : Mia
- 2017 : Bare de Kerith Lemon : Ellie

### Télévision

#### Séries télévisées
- 2011 : Pretty Little Liars : Bianca (1 épisode)
- 2014 : Newsreaders : Hilary (1 épisode)
- 2015 : Chasing Life : Margo (4 épisodes)
- 2017 : The Carmichael Show : Casey North (1 épisode)
- 2018 : Into the Dark Dorothy / Ashley Prime (2 épisodes)
- 2019 : Dans leur regard (When They See Us) : Tanya (4 épisodes)
- 2019 - 2021 : Prodigal Son : Dani Powell (rôle principal)
- 2022 : Westworld : « C » (rôle récurrent)
- 2024 : Kaos : Eurydice

### Clip vidéo
- 2016 : Kids de OneRepublic, réalisé par Hal Kirkland[11]